# Щепетков Ростислав Сергійович
Щепетков Ростислав Сергійович (22 червня 1919, Київ — 2 листопада 1988)  — український скульптор.
Народився 22 червня 1919 року в Києві (за іншими даними — 22 липня). Закінчив Львівський інститут прикладного та декоративного мистецтва 1953 року. Серед викладачів — Іван Севера. Працював у галузі станкової та монументальної скульптури. Учасник обласних та республіканських виставок. Член Спілки художників. Помер 2 листопада 1988 року.
Роботи
- «Комбайнер» (1970, тонований гіпс, 35×30×25).[3]
- «Весна» (1976, весна, 35×30×25).[1]
- Пам'ятник Феліксові Дзержинському у Жовкві (1980).[4]
- Пам'ятники загиблим землякам у селах Баківці (1971)[5], Банюнин (1971)[6], Боянець (1977[4], архітектор А. Олійник), Гребенів (1979, арх А. Олійник)[7], Луки (1981, архітектор А. Олійник).[8]